# Cecchina
Cecchina (prononcé : [tʃekˈkiːna]) est une frazione d'Albano Laziale, située à environ 30 km au sud-est de Rome, dans la région italienne du Latium, dans le centre de l'Italie.

## Géographie
La ville est une frazione de la commune (municipalité) de Albano Laziale et fait partie des Castelli Romani. Elle est située à une altitude d'environ 235 m et est limitrophe des municipalités de Ariccia et Ardea. La population est de 12 000 habitants.
La ville est sur un côté de la Vallericcia, l'un des anciens cratères du Volcan Laziale (Monts Albains). Cecchina est située à 9 km de la Via Nettunense une route principale qui relie Rome à Anzio.
Le saint patron de Cecchina est saint Philippe Neri.

## Galerie photo

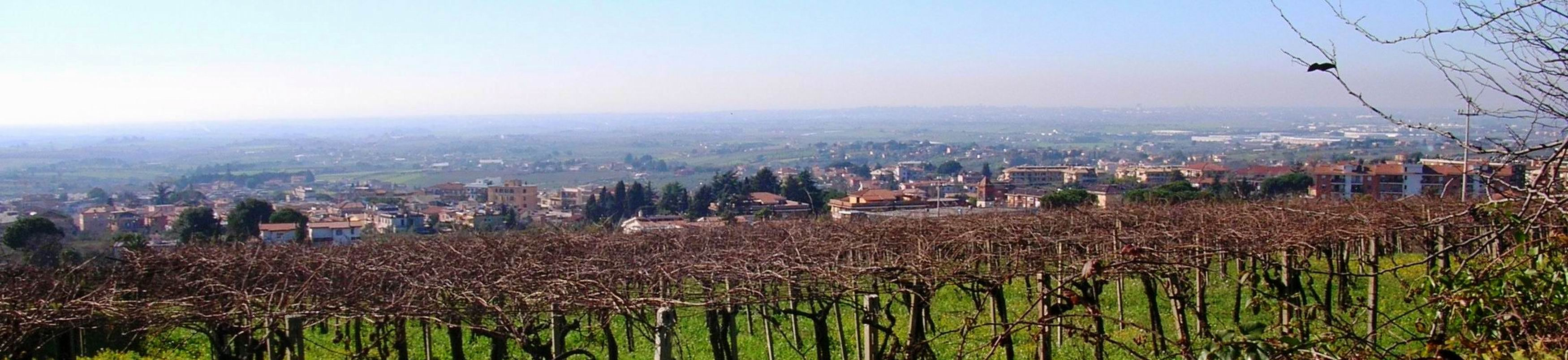
Vue de Cecchina de la colline appelée Poggio Ameno